# Журавлёва, Анна Ивановна
Анна Ивановна Журавлёва (1938—2009) — советский и российский литературовед, историк русской литературы, профессор филологического факультета МГУ.

## Биография
Окончила филологический факультет МГУ (1960) и аспирантуру по кафедре истории русской литературы МГУ (1967). Работала на этой же кафедре с 1970 года.
диссертации
- кандидатская ─ «Лермонтов и русская романтическая лирика 1830─х гг.» (1968)
- докторская ─ «Жанровая система драматургии Островского» (1986)

премии
- премия им. М. В. Ломоносова за педагогическую деятельность (2000)

Жена и соавтор Всеволода Некрасова.
Похоронена в Москве на Донском кладбище.

## Основные работы

### Книги
- А. Н. Островский ─ комедиограф. М., 1981.
- Театр А. Н. Островского. М., 1986 (в соавт. с В. Н. Некрасовым)
- Русская драма и литературный процесс XIX в. М., 1988.
- Пакет. М., 1996 (сборник статей, в соавт. с В. Н. Некрасовым)
- А. Н. Островский. М., 1997 (в соавт. с М. С. Макеевым)
- Лермонтов в русской литературе. Проблемы поэтики. М., 2002.
- Кое-что из былого и дум (Статьи о русской литературе XIX века). М., 2013.

#### Редактор
- Аполлон Григорьев. Эстетика и критика. «Искусство». Серия «История эстетики в памятниках и документах». М., 1980 (вступительная статья «„Органическая критика“ Аполлона Григорьева»)
- Русская драма эпохи Островского. Антология. Серия «Университетская библиотека». М., 1984.
- А. Н. Островский. Собр. соч.: В 5 тт. М.: Лексика, 1997.

### Статьи
- "Демон" М.Ю. Лермонтова. Поэма и книга / Л.В. Барбашова, А.И. Журавлева // М.Ю. Лермонтов. Демон.- Москва: Книга, 1981.- с. 5 - 71
- Проблема народа и художественные искания русской литературы 1850─60─х гг. // Вестник МГУ. Филология. 1993, № 5
- Театр Островского как модель национального мира // Вестник МГУ. Филология, 1995, № 5
- Новое мифотворчество и литературоцентристская эпоха русской литературы // Вестник МГУ. Филология, 2001, № 6
- Русская символическая драма: истоки и судьбы жанра в XX веке // Literatura rosyjska przełomu XIX ─ XX vieku. Gdansk, 2002
- О «московской» и «петербургской» поэзии // Достоверность и доказательность в исследованиях по теории и истории культуры. М., 2002 (совм. с В. Н. Некрасовым)
- Поздний Островский в свете социокультурных проблем эпохи // Литература в школе, 2003, № 8
- Университетский код в русской литературе // Acta philological. 2007. № 1.
- См. также тексты А. И. Журавлевой и посвященные ей публикации в кн.: Памяти Анны Ивановны Журавлевой. М, 2012; Русская драма и литературный процесс: к 75-летию Анны Ивановны Журавлевой. М. 2013.